# Balkanski poluotok
Balkanski poluotok je naziv za geografsko-političku regiju Europe omeđenu  - ovisno o autorima - na sjeverozapadu bilo Kvarnerskim, bilo Tršćanskim zaljevom, bilo nekim drugim mjestom na Jadranskom moru, a na istoku ili ušćem Dunava u Crno more ili čak do luke Odesa u današnjoj Ukrajini. Obzirom na širinu i nesigurnost mjesta tako postavljenih granica regije prema preostalom kopnu Europe, s aspekta geografske struke nije pravilno govoriti o "poluotoku". Prvi  koji je u povijesti spomenu povijest "Balkanskog poluotoka" bio je njemački prirodoslovac Johann August Zenne, koji je 1808. godine predložio da bi se moglo govoriti o poluotoku koji bi na sjeveru bio omeđen Balkanskim gorjem koje se proteže na području današnje Bugarske paralelno s rijekom Dunav: Zenne je pogrešno pisao da se to gorje proteže sve do Jadrana - što su geološka i geografska struka poslije suglasno odbacile. Međutim je potom tijekom 19. stoljeća pojam "Balkan" korišten kao geopolitička odrednica koja je obuhvaćala europski dio Osmanskog carstva, čije su se državne granice tijekom tog stoljeća vrlo postupno povlačile prema jugu.
Za utvrđivanje govora o Balkanskom poluotoku početkom 20. stoljeća uvelike je zaslužan Jovan Cvijić (1865.-1927.), međunarodno priznati srbijanski geograf i osnivač Srpske akademija nauka i umetnosti. Njegova tumačenja bila su sukladna teritorijalnim pretenzijama Srbije s početka 20. stoljeća, te je on predlagao da se i čitavu Slovenija promatra kao dio Balkana; čije je zapadne geopolitičke granice on identificirao s etničkim prostorom kojega su zauzimali "Srbohrvati" - među koje je on ubrajao i Slovence. Kako je riječ o geopolitičkom, a ne geografskom pojmu, nakon prestanka znatnijeg Turskog prisustva u geografiji za područja "Balkanskog poluotoka" uglavnom koristi naziv "Jugoistočna Europa" (kojom se - ovisno o izvorima - obuhvaća također i područja Rumunjske i Moldavije, te Cipar; ali se ponekad iz nje isključuje Sloveniju, Hrvatsku i Grčku). U kartografiji se naziv "Balkanski poluotok" u 20. stoljeću koristio u kartografiji, ali se tada tim nazivom uglavnom ne obuhvaćaju područja Bosne i Hercegovine i Hrvatske.
Regija je dobila ime po planini Balkanu - koju Bugari zapravo zovu Stara Planina. Kako je "balkan" turska riječ za planinu, prijevod bugarskog imena te bugarske planine na turski glasi "Koca Balkan".
Puna realizacija geopolitičke ideje "Balkana" je izgledala nadohvat ruke 1940.-ih godina: najprije su pod britanskim okriljem 1941. godine o stvaranju balkanske konfederacije dogovorile izbjegličke vlade Kraljevine Jugoslavije i Grčke (britanska ideja je bila da ta konfederacija obuhvati također i Albaniju, Bugarsku i Rumunjsku); da bi se nakon kraja II. svjetskog rata na provođenju takve ideje dosta približile komunističke vlasti Jugoslavije, Albanije i Bugarske. One su planirale proširivanje jugoslavenske federacije pristupanjem Bugarske i Albanije kao novih republika, kojima bi se u stvaranje velike balkanske federacije po mogućnosti pridružila i Grčka: ondje je 1940.- godina vođen Grčki građanski rat u kojem su komunisti podržani iz susjednih komunističkih država nastojali ovladati i tom zemljom. Planovi balkanskog ujedinjavanja su pali u vodu kada je SSSR u vrijeme Rezolucije Informbiroa 1948. godine prestao podržavati takvu ideju, nakon koje su prekinuti kako jugoslavenski pregovori o ujedinjenju s Bugarskom, tako i s Albanijom.

## Definicije i granice
Iako većina stručnjaka negira postojanje Balkana kao zemljopisnog područja (zbog same definicije polutoka) prema nekima se zemljopisna definicija Balkana zasniva na planinskim lancima, u koje spadaju Dinaridi, planina Balkan, Rodopi, Šar-planina i Pindsko gorje. Njome su isključeni cijela Slovenija, dijelovi Hrvatske i Rumunjska, sjeverni dijelovi Srbije, krajnji sjever Bugarske i južna Grčka.
Čitava kopnena masa ponekad se naziva Balkanski poluotok, jer je na jugu, jugozapadu i jugoistoku okružuje Jadransko, Jonsko, Egejsko, Mramorno i Crno more. Iako nije riječ o pravom poluotoku, to se ime često koristi za širu regiju.
Sjeverna i zapadna granica Balkana su upitne. Često se Dunavska i Panonska ravnica ne smatra dijelom Balkana. Dapače, mnogi smatraju da sve što je sjeverno od Save i Dunava – Slovenija i veći dio Rumunjske,nije dio Balkana.
Zapravo, Balkan nije cjelina zbog planinskih lanaca koliko zbog zajedničke i često nasilne povijesti. Tu povijest prvenstveno obilježavaju stoljeća potčinjenosti ili borbe s Osmanskim Carstvom, kao i međusobni sukobi u 20. stoljeću. Balkan se češće koristi kao politički nego geografski pojam koji označava zemlje čije su se kulture intenzivno ispreplitale s višestoljetnim turskim kulturnim, političkim i vjerskim utjecajima.
Pojam Balkan obojen je negativnim značenjima: nasilje, vjerska i etnička nesnošljivost, sveopća nazadnost, korupcija i podijeljenost. U engleskom jeziku riječ balkanisation (balkanizacija) označava neizlječivu raskomadanost i netrpeljivost između frakcija unutar neke skupine.
Zato se ta riječ na rubnim područjima izbjegava i ponekad smatra pogrdnom.
Postoji i neutralniji izraz za Balkan, a to je Jugoistočna Europa. To nije zemljopisni pojam jer ne obuhvaća Rumunjsku. Taj se izraz koristi sve više, radi zamagljivanja činjenice da se time tim pojmom obuhvaćene države želi utrpati na Balkan. Primjerice inicijativa Europske unije iz 1999. godine zove se Pakt o stabilnosti za Jugoistočnu Europu, a internetske novine Balkan Times preimenovale su se 2003. godine u Southeast European Times.

### Zemlje koje se nalaze na Balkanskom poluotoku definiran linijom Dunav-Sava-Kupa
Države koje se cijelom površinom (bez otoka) nalaze na Balkanu
- Albanija
- Bosna i Hercegovina
- Bugarska
- Crna Gora
- Grčka
- Kosovo
- Sjeverna Makedonija

Države koje koje se samo dijelom nalaze na Balkanu
- Srbija 60%
- Turska  (istočna Tračka)
- Rumunjska 9% površine između Crnog mora i Dunava
- Hrvatska većim dijelom (južno od Save)

## Priroda i resursi
Većinu regije pokrivaju planinski lanci. Glavni su lanci Dinaridi u Bosni i Hercegovini, koji se nastavljaju na Šarsko-Pindski masiv u Albaniji, Makedoniji i Grčkoj. Bugarska ima planinu Balkan i Rodope na granici s Grčkom. 
Najviši vrh je Musala u Bugarskoj (2925 m).
Klima je mediteranska na Jadranskog mora i Egejskog mora, oceanska i vlažne suptropska na obali Crnog mora, dok je u unutrašnjosti umjereno kontinentalna. Sjever poluotoka i planine imaju sniježne i mrazne zime, te vruća i suha ljeta. Na jugu su zime blaže.
Na jugu i na obali raste crnogorica. U unutrašnjosti su tipične srednjoeuropske šume (hrast i bukva, u planinama bor i jela). Visinska granica šume je 1800-2000 m.
Tlo je općenito loše, osim u ravnicama, gdje su prirodna trava, plodna zemlja i topla ljeta pogodni za oranice. U velikom dijelu regije zemljoradnja loše stoji zbog planina, vrućih ljeta i loše zemlje, što pogoduje samo nekim poljoprivrednim kulturama (na primjer, maslinama i vinovoj lozi).
Energetski izvori su rijetki. Ima ugljena, pogotovo u Bugarskoj, Srbiji i Bosni i Hercegovini. Raširenija su ležišta lignita. Nafta je rijetka, iako postoje mala ležišta u Srbiji i Albaniji. Nema ni mnogo zemnog plina. Postoje brojne hidrocentrale.
Među sirovinama je najviše metalne rude. Željezo je rijetko, ali neke zemlje imaju znatne količine bakra, cinka, kositra, kroma, mangana, magnezita i boksita. Neki se metali izvoze.

## Prošlost i sadašnjost
Balkan je izravan put kopneni put između Zapadne Europe i jugozapadne Azije (Mala Azija i Bliski Istok). Zato oduvijek ima vrlo veliku stratešku važnost.
Nekad je veći dio Balkana bio politički ujedinjen pod Bizantom i zatim Otomanskim Carstvom, a središte oba carstva je ležalo u Anatoliji (koja danas spada u azijski dio Turske).
Iako je pod Bizantom spadao u najnaprednije dijelove Europe, zadnjih 550 godina Balkan je bio najmanje razvijen dio kontinenta, jer se europska politika i trgovina okrenula Atlantskom oceanu, a Otomansko Carstvo je bilo relativno izolirano od glavnih ekonomskih i političkih tokova.
Balkanske su zemlje počele stjecati neovisnost u 19. stoljeću, pa je Balkanski savez 1912. – 1913. u Balkanskim ratovima odbacio Tursku do njezinih današnjih granica.
Prvi svjetski rat je izbio 1914. zbog atentata na nadvojvodu Franju Ferdinanda u Sarajevu. Nakon završetka prvog svjetskog rata, Drugog svjetskog rata, Sovjetski Savez i komunizam su također jako utjecali na Balkan.
Tijekom hladnog rata, većina zemalja Balkana bila je pod komunističkom diktaturom i bile su članovi Varšavskog pakta. Ipak, Jugoslavija (1948.) i Albanija (1961.) raskinuli su sa Sovjetskim Savezom i pokušali su se distancirati. 
Jugoslavija se pokušala više približiti Zapadu, pa je tako i osnovala pokret nesvrstanih. Albanija se isprva okrenula Kini, a kasnije se posve izolirala. Jedine nekomunističke zemlje su bile Grčka i Turska, koje su tada (kao i danas) bile članice saveza NATO.
Regija je početkom 1990-ih godina bila teško pogođena ratovima na prostoru bivše Jugoslavije, zbog čega je NATO intervenirao u Bosni i Hercegovini, na Kosovu i u Makedoniji. Danas (2005.) su sve balkanske zemlje u dobrim odnosima s EU i SAD. 
Pitanje Kosova i Albanaca općenito je još dijelom otvoreno.
Članstvo u Europskoj uniji 

Grčka je članica Europske unije još od 1981. godine. Bugarska i Rumunjska su u nju ušle 2007. godine, a Hrvatska 2013. Makedonija je postala službeni kandidat, ali se pregovori odvijaju vrlo sporo i ne zna se kad će biti primljena. Turska se prijavila za članstvo još 1963., ali do (2016.) nije uspjela postati članica, a sudeći prema sporim/nepostojećim pomacima, neće još dugo. 
Iako su sklopljeni određeni carinski sporazumi. I ostale zemlje su izrazile želju da uđu u EU, ali još se ne zna kad će doći u obzir.

## Stavovi stanovništva i političke elite u Hrvatskoj o (ne)pripadanju Balkanu
Novija povijest Hrvatske je obilježena najprije raspadom Austro-Ugarske kao srednjoeuropskog državnog okvira i priključenjem Staroj Jugoslaviji i Novoj Jugoslaviji, državama s očitim "Balkanskim" karakterom. Nakon pokušaja rješavanja nacionalnog pitanja unutar Jugoslavenskog okvira putem Banovine Hrvatske i Socijalističke Republike Hrvatske, povodom geopolitičkih potresa u Europi 1940.-ih nastala je kratkotrajna Nezavisna Država Hrvatska, koja je postojala tek kratko i u tragičnim okolnostima. Hrvatske elite su geopolitičke nestabilnosti obilježene padom Berlinskog zida, Raspadom SSSR-a i drugim dramatičnim geopolitičkim događajima u Europi 1990.-ih godina iskoristile bolje, te im je u Domovinskom ratu 1991.-1995. uspjelo Republiku Hrvatsku trajno izvesti iz Jugoslavije, tj. "s Balkana". Međutim tragovi i razlozi povezivanja s područjem Jugoistočne Europe i nadalje dijelom postoje. Kod stanovništva Hrvatske 2021. god. se prepoznaje kulturalno poistovjećivanje kako sa Srednjom Europom, tako i s "Balkanom" i naposljetku s Mediteranom - na čijim je dodirima Hrvatska i smještena. Pritom se stanovništvo najspremnije identificira s Mediteranskim kulturno-civilizacijskim krugom, potom u nešto manjoj mjeri s Balkanom (tj. s "jugoistočnoeuropskim kulturno-civilizacijskim krugom") a tek potom sa Srednjom Europom. Slične nesigurnosti s identificiranjem pripadnosti kulturno-civilizacijskim krugovima uočavaju se i kod stanovništava drugih post-socijalističkih zemalja u Europi.

## Vanjskotrgovinsko povezivanje "Zapadnog Balkana" u okviru CEFTA-e
Nakon pada istočnog bloka, podržala je Europska Unija međusobno ekonomsko povezivanje donedavnih socijalističkih zemalja u Europi u okviru Srednjoeuropski ugovor o slobodnoj trgovini (CEFTA). Nakon što je većina zemalja članica CEFTA-e postala punopravnim članicama Europske Unije, okvirima CEFTA-e su nakon 2013. godine ostale Albanija, Bosna i Hercegovina, Crna Gora, Moldavija, Sjeverna Makedonija i Srbija - tj. nastao je prostor slobodne trgovine uglavnom "balkanskog karaktera.
U 2022. god., vanjskotrgovinska razmjena Republike Hrvatske se najviše ostvaruje u gospodarskoj suradnji s Italijom, Slovenijom, Mađarskom, Njemačkom i Austrijom. Uvoz i izvoz iz zemalja CEFTE i članica EU koje se nalaze na "Balkanu" sudjeluje u trgovinskoj razmjeni Republike Hrvatske s relativno malim udjelima, sveukupno ispod 20%.

## Stanovništvo
Glavni narodi regije: 
- Grci
- Turci
- Srbi
- Crnogorci
- Bugari
- Albanci
- Bošnjaci
- Makedonci

•   Hrvati
Glavne religije su kršćanstvo (pravoslavlje) i islam koji se proširio za vrijeme vladavine Osmanskog Carstva.
Pravoslavlje prevladava u ovim državama:
- Bugarska
- Crna Gora
- Grčka
- Rumunjska
- Srbija

Islam prevladava u ovim državama:
- Albanija
- Kosovo
- Turska
- Bosna i Hercegovina

Katoličanstvo je vrlo malo zastupljeno na ovom području pa ga se može spomenuti za rubna područja kao što su Hrvatska i Slovenija.
Države s izraženom mješavinom vjera:
- Bosna i Hercegovina: islam, pravoslavlje, katoličanstvo
- Cipar (otok): pravoslavlje i islam. Grci su uglavnom pravoslavci (70-72% otoka), Turci su uglavnom muslimani (28-30% otoka).
- Makedonija: Makedonci su uglavnom pravoslavci, Albanci su uglavnom muslimani.
- Kosovo: ima većinsko albansko stanovništvo, koje je uglavnom muslimansko.

I Makedonija ima velik broj Albanaca. Sjeverna Grčka i jugozapadna Bugarska imaju makedonsku manjinu. Tračka (pokrajina u istočnoj Grčkoj) ima muslimansku manjinu. Grčka ima albansku manjinu, koja se uglavnom sastoji od Albanaca koji su se doselili u 1990-ima,  
i pravoslavnu skupinu zvanu Arvaniti, koja se naselila u Grčkoj tijekom srednjeg vijeka. 
Južna Albanija ima grčku pravoslavnu manjinu u pokrajini Sjeverni Epir.

## Vanjske poveznice
- Regija
- Pakt o stabilnosti  Arhivirana inačica izvorne stranice od 9. srpnja 2007. (Wayback Machine) (*.pdf format)
- Energetska zajednica
- Vjesnik[neaktivna poveznica] Prof. dr Ratimir Kalmeta o t.zv. Balkanskom poluotoku